# Boľ
Boľ este o comună slovacă, aflată în districtul Trebišov din regiunea Košice. Localitatea se află la altitudinea de 101 m deasupra n.m., se întinde pe o suprafață de 12,5 km2 și în 2017 număra 757 de locuitori.

## Istoric
Localitatea Boľ este atestată documentar din 1332.

## Demografie
| An:                | 1994 | 2004   | 2014   | 2024   |
| ------------------ | ---- | ------ | ------ | ------ |
| Număr de persoane: | 685  | 691    | 711    | 726    |
| Diferență:         |      | +0,87% | +2,89% | +2,10% |

| An:                | 2023 | 2024   |
| ------------------ | ---- | ------ |
| Număr de persoane: | 731  | 726    |
| Diferență:         |      | −0,68% |